# 伊東政世
伊東政世（いとうまさよ，弘治3年（1557）－寬永5年（1628））又名九郎三郎。後北條氏家臣。父伊東祐尚，子伊東時吉。
〈北條氏所領役帳〉記載政世是227貫286文知行、御馬廻眾一員。永祿6年（1563）從北條氏政名字中拜領「政」字。天正10年（1582）成為下總國矢作城城主。
天正18年（1590）小田原合戰和圍城的豐臣聯合軍展開戰鬥。小田原開城後成為德川家康家臣，作為槍奉行參與慶長5年（1600）的關原之戰和大坂之陣。長子時吉為德川秀忠的300石旗本知行。